# 함평 해보리 석불입상
함평 해보리 석불입상(咸平 海保里 石佛立像)은 대한민국 전라남도 함평군 함평읍 함평리, 군민회관 앞에 있는 불상으로, 원래는 함평군 해보면 해보리 산 61번지에 있었다고 한다. 1990년 2월 24일 전라남도의 유형문화재 제171호로 지정되었다.

## 개요
전라남도 함평 군민회관 앞에 있는 불상으로, 원래는 함평군 해보면 해보리 산 61번지에 있었다고 한다. 광배(光背)와 대좌(臺座)를 갖춘 서 있는 석불로 비교적 보존상태가 좋은 편이다.
민머리 위에 상투 모양의 머리묶음이 높이 솟아 있고, 알맞게 살찐 계란형의 얼굴은 온화한 모습이다. 눈·코·입이 뚜렷하여 사실적으로 보이며, 목에는 1줄의 선이 명확하게 새겨져 있다. 옷은 왼쪽 어깨에만 걸쳐져 있고, 몇 개의 선으로 표현된 옷주름은 평면적이며 도식화되었다. 손모양은 두 팔을 구부려 가슴 앞에서 ㅅ자 모양으로 두 손을 잡고 있는데, 이러한 모습은 화순 운주사 석불군에서 보여지는 양식으로 주목된다.
연꽃으로 장식한 대좌는 특이하게 불상의 신체부분과는 따로 양 발을 대좌에 새겨놓았다. 이 같은 기법은 통일신라시대 8∼9세기경 경주 남산탑의 석불에서도 보여진다. 머리 뒤에는 2줄의 둥근 띠를 두른 머리광배가 있고 그 주위에는 불꽃무늬가 장식되어 있다.
도식적인 옷주름이라든지 직선으로 뻗은 몸체의 모습 등에서는 고려시대 양식이 나타나며, 만들어진 시기는 고려 초기로 추정된다.

## 참고 문헌
- 함평해보리석불입상 - 국가유산청 국가유산포털